# Deux Mâles pour Alexa
Pour plus de détails, voir Fiche technique et Distribution.
Deux Mâles pour Alexa (espagnol : Fieras sin jaula ; italien : Due maschi per Alexa) est un giallo italo-espagnol réalisé par Juan Logar et sorti en 1971.

## Synopsis
Alexa est une jeune femme vivant à Paris. Bien qu'elle soit mariée à Ronald, un homme très riche mais beaucoup plus âgé qu'elle, elle le trompe avec Peter et passe son temps libre avec lui dans une villa normande surplombant la mer. Alors qu'ils sont au lit, Ronald débarque, il n'était pas en Suède pour un voyage d'affaires comme il l'avait dit, et arme au poing, il se tue sous les yeux des deux amants. Secoués par ce qui s'est passé, ils tentent d'appeler la police, mais se retrouvent dans l'impossibilité de sortir de la chambre quand soudain des volets en fer claquent aux fenêtres et à la porte. Alexa et Peter se retrouvent piégés, et seuls le corps sans vie de Ronald et sa voix enregistrée leur tiennent compagnie. Il a décidé de condamner à mort sa femme et son amant en les emprisonnant dans le manoir en guise de pénitence pour l'avoir humilié par leurs trahisons.
Par naïveté et par désespoir, Peter tente tout pour trouver une issue, tirer sur les volets avec l'arme que Ronald a utilisée pour se suicider, mettre le feu ou écrire des messages d'appel à l'aide sur des billets de banque en les laissant tomber par la fenêtre, mais en vain car la chambre est pratiquement blindée et la villa trop isolée. Dès le début, Alexa accepte sa mort imminente avec résignation, et sa mémoire la ramène aux événements qui l'ont conduite à cet épilogue tragique : elle était étudiante à l'université, encline à abandonner ses études au profit d'une vie de plaisirs faciles, d'argent et de mondanités. À l'époque, elle entretient une relation amoureuse avec Filippo, un ami proche qui éprouve pour elle un amour tendre, qui n'est pas réciproque car Alexa, bien qu'elle l'aime, est fatiguée par la simplicité de ce garçon.
Alexa a ensuite fait la connaissance de Ronald par l'intermédiaire de sa fille, Caterina, une amie d'Alexa depuis ses études universitaires. Il a rencontré Ronald au mariage de Caterina, un homme affable, gentil et veuf depuis longtemps, et Alexa a réussi à le faire tomber amoureux d'elle en faisant appel au désir de Ronald de retrouver sa vigueur et sa jeunesse perdue, considérant ses meilleures années comme un lointain souvenir. Alexa représentait pour lui l'espoir illusoire d'un nouveau départ et lorsqu'il lui a demandé de devenir sa femme, elle n'a naturellement accepté que parce qu'elle voulait son argent. Catherine avait toujours désapprouvé leur mariage, sachant que les sentiments d'Alexa n'étaient alimentés que par sa soif d'argent et de vie facile.
Alexa et Ronald ont rencontré Pietro, un jeune artiste peintre sans scrupules, par hasard dans une boîte de nuit. Alexa a été immédiatement séduite par son charme agressif et tous deux ont rapidement entamé une liaison dans le dos de Ronald. Ni l'un ni l'autre ne se soucient de l'immoralité de leur comportement. Peter satisfaisait le désir d'amour physique d'Alexa et celle-ci, dans sa prétention, ne prenait pas la peine de cacher sa liaison avec la prudence nécessaire, si bien qu'un matin, alors que Peter rentrait chez lui avec Alexa, ils tombèrent sur Ronald, qui soupçonnait déjà sa femme d'être infidèle, était en train de les attendre. Peter, au sommet de son arrogance, ne s'est pas repenti d'avoir séduit la jeune femme de cet homme, notamment parce que Ronald n'a pas eu l'intention de lui demander le divorce alors qu'il était évident qu'Alexa le trompait sans scrupules ; il semblait même prêt à accepter ses infidélités car, pour lui, leur mariage avait toujours été plus qu'un investissement.
Mais Alexa et Peter, enfermés dans la villa, ont été privés de la passion qui les unissait, et un fort sentiment de haine naît très vite entre eux, conscients que ce qui les a menés à leur perte, c'est la mauvaise influence que chacun a exercée sur l'autre, animé uniquement par son irrépressible arrogance. Parfois, c'est comme si la voix de Ronald continuait à les hanter. Dans un premier temps, lassé des humiliations que lui infligeait sa femme, Ronald avait décidé de mettre fin à ses jours, mais il s'est ensuite rendu compte que pour trouver une juste satisfaction, il fallait que Peter et Alexa paient pour leur arrogance, et il a donc commencé à concocter le plan qui les mènerait à la mort, en les piégeant dans la villa dans laquelle ils voulaient s'amuser.
Les pensées d'Alexa se tournent vers Philip, qui a déjà trouvé une autre petite amie ; elle réalise qu'elle a eu tort de refuser son amour innocent pour elle, ayant préféré l'avidité et l'argent que Ronald pouvait lui offrir à Philip. Elle sait en partie qu'elle mérite son sort pour avoir profité de la faiblesse émotionnelle d'un homme plus âgé qu'elle, juste pour pouvoir profiter d'une vie de luxe et de divertissement. Pietro retrouve le souvenir de la seule femme qu'il ait jamais aimée, dont il ne se souvient même plus du nom, et regrette de lui avoir tourné le dos, la reniant également au profit d'une existence de cynisme misérable. À la fin, Alexa tue Peter avec ses dernières forces et attend elle aussi sa mort inexorable. La vengeance de Ronald est ainsi achevée.

## Fiche technique
- Titre français : Deux Mâles pour Alexa ou Prison de fauves ou Fauves en liberté[1]
- Titre original espagnol : Fieras sin jaula[2]
- Titre italien : Due maschi per Alexa[3]
- Réalisateur : Juan Logar
- Scénario : Juan Logar, Francesco Campitelli
- Photographie : Igino Fiorentini
- Montage : Antonio Ramírez
- Musique : Piero Piccioni
- Décors : Giorgio Marzelli
- Production : Juan Logar
- Sociétés de production : Producciones Cinematograficas Logar, Arvo Film
- Pays de production :  Espagne -  Italie
- Langues originales : espagnol
- Format : couleurs par Eastmancolor - 1,85:1 - Son mono - 35 mm
- Durée : 84 minutes
- Genre : giallo
- Dates de sortie :
  - Espagne : 29 novembre 1971
  - Italie : 11 mars 1972
  - France : 23 novembre 1977[1]

## Distribution
- Rosalba Neri : Alexa
- Curd Jürgens : Ronald Marvelling
- Juan Luis Galiardo : Pietro
- Emma Cohen : Caterina
- Eduardo Calvo : Max
- Ricardo Tundidor :

## Exploitation
Dans sa première sortie française, des séquences pornographiques additionnelles françaises ont été ajoutées au film original et le film était classé X.